# Јужноафричка комунистичка партија
Јужноафричка комунистичка партија је политичка партија која делује у Јужноафричкој Републици. Основана је 1921. године под именом Комунистичка партија Јужне Африке. Партија је данас део владајуће Троструке коалиције, заједно са Афричким националним конгресом и Конгресом јужноафричких синдиката.

## Историја
Комунистичка партија Јужне Африке прво се истакла у тзв. Рандској побуни, у којој су учествовали бели рудари 1922. године. Наиме, велики рударске фирме, суочене са мањком радне снаге, објавиле су немравају одређеном боју црнаца дати статус надзорника. До тада су постојали само бели надзорници, коју су надгледали рад црних рудара. Партија је подупрла штрајкове првенствено из класне перспективе у контексту борбе радничке класе против капиталиста и усвојила слоган „Пролетери свих земаља, уједините се и борите за белу Јужну Африку!“. После неуспеха штрајкова, Коминтерна је присилила КП Јужне Африке да усвоји тезу Домородачке републике, према којој Јужна Африка припада домородцима, односно црнцима. Партија се на Конгресу 1924. године оријентисала према организовању црних радника и „африканизацији“ партије. До 1928. године, 1.600 од 1.750 чланова Партије били су црнци. Године 1929, партија је усвојила политику да је „најизравнији пут до социјализма иде преко масовне борбе за власт већине“. До 1948. године, КП Јужне Африке служено је напустила политику Домородачке републике.
Године 1946, Комунистичка партија је, заједно са Афричким националним конгресом, учествовала у масовном штрајку који је започео Штрајк афричких рудара 1946. године. Многи чланови Партије били су ухићени.

### Апартхејд
КП Јужне Африке проглашена је илегалном 1950. године. Партија је прешла у илегалу, а 1953. се поновно активирала под именом Јужноафричка комунистичка партија. Промена имена наглашавала је оријентацију странке према конкретним проблемима Јужне Африке. Партија је легализована тек 1990. године.
Партија је посебно била мета владе Националне странке, изабране 1948. године. Закон о сузбијању комунизма је био коришћен против свих који су се борили за крај апартхејда, али је посебно био усмерен на Комунистичку партију.
Након покренуте репресије против комуниста, Партија је усвојила политику сарадње с Афричким националним конгресом како би преоријентисала програм те организације из националистичке политике према бившој политици КПЈА Домородачке републике, односно политику не-расног програма према којем би све етничке групе који живе у Јужној Африци требало да имају једнака права. Црни чланови Партије били су подупирани да се придруже АНК-у и да се пробијају до водећих позиција у оквиру те организације, док су многи њени бели водећи чланови формирали Конгрес демократа, који је напослетку ступио у савез са АНК-ом и другим не-расним конгресима у Конгрес савеза. Конгрес савеза посветио је свој програм демократској не-расној Јужној Африци, где ће људи владати преко Повеље слободе.
Јужноафричка КП играла је динамичну улогу у развоју покрета за ослобођење у Јужној Африци. Пошто је Национална странка повећала репресију као одговор на раст отпора црнаца и ширења радикализма током широм 1950-их, АНК, који се раније обавезао на ненасиље, окренуо се питање упорабе силе. Нова генерација лидера, на челу са Нелсоном Манделом и Волтером Сисулуом, склопила је савез са комунистима како би формирали Умхонто ве Сизве (Копље нације), милитантну организацију која је покрнеула кампању уништења економских циљева. Међутим, лидери Умхонто ве Сизве убрзо су били ухапшени и затворени, а ослободилачки покрет је остао сла, а његово руководство отишло у егзил.
У изгнанству је растао утицај ЈАКП, пошто су марксистичке земљаме опскрбљивале АНК средствима и оружјем. Рад АНК-а полако је био обновљен у Јужној Африци, после чега је АНК, са комунистима у истакнутим функцијама, искористио талас беса који је захватио младе Јужноафриканце током и после устанка у Совету 1976. године.
Комуниста Џо Слово био је начелник штаба Умхонто ве Сизвеа, а његова супруга и чланица ЈАКП, Рут Фирст вероватно водећа теоретичарка унутар АНК-а. Упркос томе, АНК је остао углавном социјалдемократски оријентисана организација.
Све већи спољни притисци и унутрашња превирања су присилили многе снажне присталице апартхејда да признају долазак промена и покрену дуг процес преговора, који су резултовали крајем апартхејда и стварањем нове Јужне Африке 1994. године.

## После апартхејда
Након победе на парламентарним изборима 1994, велик број комуниста је у склопу АНК-а добио утицајне позиције у влади. Тако је Мандела поставио Џоа Словоа на место министра за стамбена питања. У овом периоду су такође искрснуле многе размирице између ЈАКП-а и АНК-а, пошто програм АНК-а није угрожавао опстанак капитализма у Јужној Африци и увелико се ослањао на страна улагања и туризам.
Упркос томе, Комунистчика партија је унутар Троструке коалиције деловала као идеолошка опозција против председништва и социо-економске политике Таба Мбекија. То је посебно дошло до изражаја након смењивања Мбекија са места председника и из чланства АНК-а 2008, и његовом заменом од стране Џејкоба Зуме, који је углавном више склон компромису према идеолошким захтевима Комунистичке партије и Конгреса јужноафричких синдиката.

## Лидери партије
- Генерални секретари
  - Виљем Хенри Андрјус (1921 — 1938)
  - Мозес Котане (1933 — 1934, 1938 — 1978)
  - Мозес Мабида (1978 — 1986)
  - Џо Слово (1986 — 1991)
  - Крис Хани (1991 — 1993)
  - Блејд Нзиманде (1998 –)
- Председници
  - Виљем Хенри Андрјус (1938 — 1949)
  - Џон Бивер Маркс (1962 — 1972)
  - Јусуф Мухамед Даду (1972 — 1983)
  - Џо Слово (1984 — 1986)
  - Данијел Тлуме (1986 — 1991)
  - Џо Слово (1991 — 1995)
  - Чарлс Нкуакула
  - Гведе Манташе